# Oleksandr Batiuk
Oleksandr Batiuk (n. 14 ianuarie 1960, Cernihiv, RSS Ucraineană, URSS) este un schior de fond ce a reprezentat Ucraina, medaliat olimpic. A participat la o ediție a Jocurilor Olimpice (1984) în care a câștigat o medalie de argint.